# Cistus
Cistus is een geslacht uit de zonneroosjesfamilie (Cistaceae). Het geslacht telt circa anderhalf dozijn soorten kleine struikjes of heesters, die van nature voorkomen in Macaronesië, het Middellandse Zeegebied en West-Azië tot in Noordwest-Iran.

## Soorten
- Cistus albidus L.
- Cistus asper Demoly & R.Mesa
- Cistus atlanticus (Humbert & Maire) Demoly
- Cistus atriplicifolius Lam.
- Cistus calycinus L.
- Cistus chinamadensis Bañares & P.Romero
- Cistus clusii Dunal
- Cistus creticus L.
- Cistus crispus L.
- Cistus formosus Curtis
- Cistus grancanariae Marrero Rodr., R.S.Almeida & C.Ríos
- Cistus halimifolius L.
- Cistus heterophyllus Desf.
- Cistus horrens Demoly
- Cistus inflatus Pourr. ex J.-P.Demoly
- Cistus ladanifer L.
- Cistus lasianthus Lam.
- Cistus lasiocalycinus (Boiss. & Reut.) Byng & Christenh.
- Cistus laurifolius L.
- Cistus libanotis L.
- Cistus macrocalycinus (Pau) Byng & Christenh.
- Cistus monspeliensis L.
- Cistus munbyi Pomel
- Cistus ocreatus C.Sm.
- Cistus ocymoides Lam.
- Cistus osbeckiifolius Christ
- Cistus palhinhae N.D.Ingram
- Cistus palmensis Bañares & Demoly
- Cistus parviflorus Lam.
- Cistus populifolius L.
- Cistus pouzolzii Delile ex Gren. & Godr.
- Cistus salviifolius L.
- Cistus sintenisii Litard.
- Cistus symphytifolius Lam.
- Cistus tauricus C.Presl
- Cistus umbellatus L.

## Hybriden
- Cistus × aguilari O.E.Warb.
- Cistus × akamantis Demoly
- Cistus × albereensis Gaut. ex Rouy & Foucaud
- Cistus × banaresii Demoly
- Cistus × canescens Sweet
- Cistus × cebennensis Aubin & J.Prudhomme
- Cistus × cheiranthoides Lam.
- Cistus × clausonii Font Quer & Maire
- Cistus × conradiae Demoly
- Cistus × cyprius Lam.
- Cistus × dansereaui P.Silva
- Cistus × escartianus Demoly
- Cistus × florentinus Lam.
- Cistus × hybridus Pourr.
- Cistus × incanus L.
- Cistus × ingwersenii Demoly
- Cistus × laxus Aiton
- Cistus × ledon Lam.
- Cistus × matritensis Carazo Roman & Jiménez Alb.
- Cistus × nigricans Pourr.
- Cistus × novus Rouy
- Cistus × obtusifolius Sweet
- Cistus × pauranthus Demoly
- Cistus × platysepalus Sweet
- Cistus × pourretii Rouy & Foucaud
- Cistus × santae (Sauvage) Demoly
- Cistus × skanbergii Lojac.
- Cistus × stenophyllus Link
- Cistus × timbalii Demoly
- Cistus × verguinii Coste
- Cistus × vinyalsii Sennen

Cistus · 
Crocanthemum · 
Fumana · 
Halimium · 
Hudsonia · 
Lechea · 
Tuberaria · 
Helianthemum (Zonneroosje) · 
Vitalania